# Marc Kühne (Fußballspieler)
Marc Kühne (* 23. September 1990) ist ein österreichischer Fußballspieler.

## Karriere
Kühne begann seine Karriere beim SK Meiningen. 2003 wechselte er in die Jugend des FC Rot-Weiß Rankweil. Im Mai 2007 stand er gegen den SV Hall erstmals im Kader der Regionalligamannschaft von Rankweil. Im September 2007 debütierte er in der Regionalliga, als er am achten Spieltag der Saison 2007/08 gegen den FC Hard in der 90. Minute für Hakan Duran eingewechselt wurde. Bis Saisonende absolvierte er 16 Spiele für Rankweil in der Regionalliga West.
Zur Saison 2008/09 wechselte er zu den viertklassigen Amateuren des SCR Altach. Mit diesen wurde er zu Saisonende Meister der Vorarlbergliga und somit stieg man in die Regionalliga auf. Kühne kam in der Aufstiegssaison zu 26 Einsätzen in der vierthöchsten Spielklasse.
Nach mehreren Jahren bei den Amateuren debütierte Kühne im April 2011 bei seinem Kaderdebüt für die Profis in der zweiten Liga, als er am 30. Spieltag der Saison 2010/11 gegen den FC Admira Wacker Mödling in der Startelf stand. Dies sollte sein einziger Einsatz für die Profis von Altach bleiben.
Nach fünf Jahren bei Altach, in denen er 129 Spiele für die Amateure absolviert hatte, wechselte er zur Saison 2013/14 zum FC Dornbirn 1913. Im April 2015 erzielte er bei einem 4:1-Sieg gegen den TSV Neumarkt sein erstes Tor in der Regionalliga.
Mit Dornbirn stieg er 2019 in die 2. Liga auf. Zur Saison 2020/21 wechselte er nach Liechtenstein zum in der vierten Schweizer Liga spielenden USV Eschen-Mauren. In drei Jahren kam er zu 47 Einsätzen in der 1. Liga. Zur Saison 2023/24 wechselte er innerhalb Liechtensteins zum unterklassigen FC Ruggell.